# 愛宕神社 (流山市)
愛宕神社（あたごじんじゃ）は千葉県流山市の神社。

## 概略と沿革
創建年代は不明であるが、江戸時代の愛宕信仰の高まりによって勧請されたものといわれている。
境内には、日清戦争の時に軍馬として徴用された馬を追悼する「征清軍馬観世音」の碑がある。

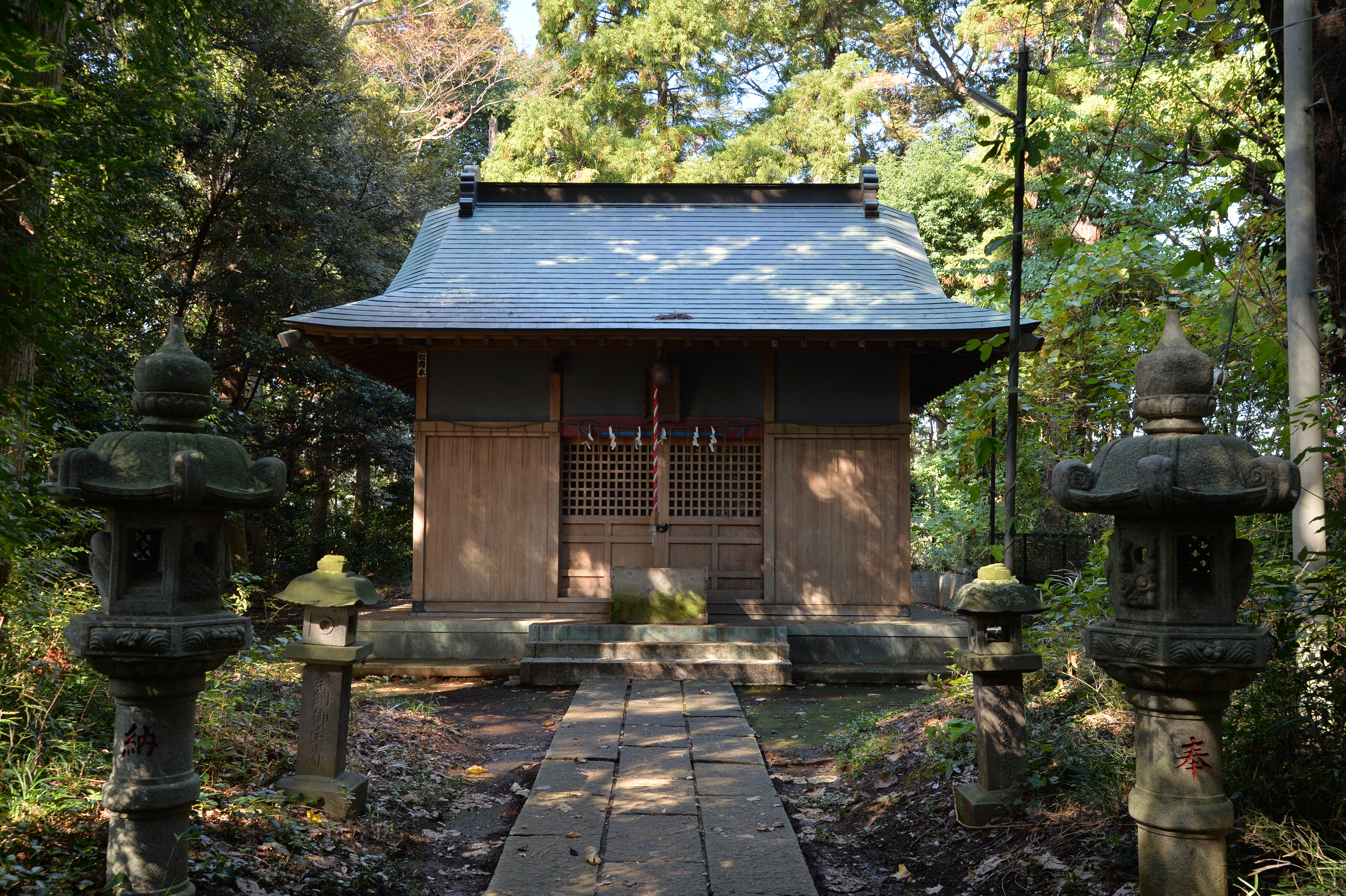
愛宕神社の拝殿

## 交通アクセス
- 東武野田線江戸川台駅より徒歩20分。